# Liga Narodów UEFA Kobiet (2023/2024)/Grupa A4
W Grupie A4 Ligi Narodów Kobiet 2023/24 brały udział następujące zespoły:
- Hiszpania
- Szwajcaria
- Szwecja
- Włochy

## Tabela
| Zespół     | Pkt | M | W | R | P | Br+ | Br− | +/− |
| ---------- | --- | - | - | - | - | --- | --- | --- |
| Hiszpania  | 15  | 6 | 5 | 0 | 1 | 23  | 9   | +14 |
| Włochy     | 10  | 6 | 3 | 1 | 2 | 8   | 5   | +3  |
| Szwecja    | 7   | 6 | 2 | 1 | 3 | 8   | 10  | -2  |
| Szwajcaria | 3   | 6 | 1 | 0 | 5 | 2   | 17  | -15 |

## Wyniki
| 22 września 2023 18:30 CET | Szwecja · Ericsson 23' · Hurtig 82' · | 2:3(1:1)Raport | Hiszpania · 38' del Castillo · 77' Navarro · 90+6' (k) Caldentey | Gamla Ullevi, Göteborg Widzów: 16 114 Sędzia: Rebecca Welch |
|                            |                                       |                |                                                                  |                                                             |

| 22 września 2023 19:30 CET | Szwajcaria | 0:1(0:0)Raport | Włochy · 64' Caruso | Kybunpark, St. Gallen Widzów: 6 452 Sędzia: Lina Lehtovaara |
|                            |            |                |                     |                                                             |

| 26 września 2023 17:45 CET | Włochy | 0:1(0:1)Raport | Szwecja · 14' Rytting Kaneryd | Stadio Teofilo Patini, Castel di Sangro Widzów: 2 483 Sędzia: Ivana Projkovska |
|                            |        |                |                               |                                                                                |

| 26 września 2023 21:00 CET | Hiszpania · García 15' · Bonmatí 45+1', 49' · Gabarro 57' · Oroz 87' · | 5:0(2:0)Raport | Szwajcaria | Estadio Nuevo Arcángel, Kordoba Widzów: 14 194 Sędzia: Monika Mularczyk |
|                            |                                                                        |                |            |                                                                         |

| 27 października 2023 CET | Włochy | 0:1(0:0)Raport | Hiszpania · 89' Hermoso | Stadio Arechi, Salerno Widzów: 4 694 Sędzia: Alina Peşu |
|                          |        |                |                         |                                                         |

| 27 października 2023 18:30 CET | Szwecja · Eriksson 44' | 1:0(1:0)Raport | Szwajcaria | Gamla Ullevi, Göteborg Widzów: 13 123 Sędzia: Riem Hussein |
|                                |                        |                |            |                                                            |

| 31 października 2023 18:30 CET | Szwecja · Sembrant 90+6' | 1:1(0:0)Raport | Włochy · 57' Giacinti | Swedbank Stadion, Malmö Widzów: 11 376 Sędzia: Stéphanie Frappart |
|                                |                          |                |                       |                                                                   |

| 31 października 2023 19:00 CET | Szwajcaria · Pilgrim 69' | 1:7(0:2)Raport | Hiszpania · 4' Hernández · 11', 62' (k) Putellas · 56' Mendez · 72', 89' del Castillo · 90+3' Oroz | Letzigrund Stadion, Zurych Widzów: 8 515 Sędzia: Iuliana Demetrescu |
|                                |                          |                | |                                                                     |

| 1 grudnia 2023 21:30 CET | Hiszpania · Athenea 12' · González 76' | 2:3(1:0)Raport | Włochy · 46' Giacinti · 57' Cambiaghi · 64' Linari | Estadio Municipal de Pasarón, Pontevedra Widzów: 9 212 Sędzia: Eleni Antoniou |
|                          |                                        |                |                                                    |                                                                               |

| 1 grudnia 2023 20:00 CET | Szwajcaria · Crnogorčević 6' | 1:0(1:0)Raport | Szwecja | Swissporarena, Lucerna Widzów: 3 938 Sędzia: Frida Klarlund |
|                          |                              |                |         |                                                             |

| 5 grudnia 2023 19:00 CET | Hiszpania · Paralluelo 11' · Athenea 51' · Caldentey 78', 89' · Benítez 81' | 5:3(1:3)Raport | Szwecja · 1' Zigiotti Olme · 14' Asllani · 29' Blackstenius | Estadio La Rosaleda, Malaga Widzów: 15 896 Sędzia: Kateryna Monzul |
|                          |                                                                             |                |                                                             |                                                                    |

| 5 grudnia 2023 19:00 CET | Włochy · Giugliano 31' · Salvai 48' · Caruso 85' | 3:0(1:0)Raport | Szwajcaria | Stadio Ennio Tardini, Parma Widzów: 3 500 Sędzia: Volha Blotskaya |
|                          |                                                  |                |            |                                                                   |

## Strzelczynie

### 5 goli
- Athenea del Castillo

### 3 gole
- Mariona Caldentey

### 2 gole
- Aitana Bonmatí
- Maite Oroz
- Alexia Putellas
- Magdalena Eriksson
- Arianna Caruso
- Valentina Giacinti

### 1 gol
- Fiamma Benítez
- Inma Gabarro
- Lucía García
- Esther González
- Jennifer Hermoso
- Oihane Hernández
- María Mendez
- Eva Navarro
- Salma Paralluelo
- Ana-Maria Crnogorčević
- Alayah Pilgrim
- Kosovare Asllani
- Stina Blackstenius
- Lina Hurtig
- Johanna Rytting Kaneryd
- Linda Sembrant
- Julia Zigiotti Olme
- Michela Cambiaghi
- Manuela Giugliano
- Elena Linari
- Cecilia Salvai